# Nationwide Arena
La Nationwide Arena est une salle omnisports située dans la zone de Arena District, au cœur de Columbus en Ohio. Le bâtiment porte le nom de son propriétaire, la compagnie Nationwide, dont le siège social est situé à côté. Il est le deuxième plus grand aréna de l'Ohio, derrière le Rocket Mortgage FieldHouse de Cleveland.
Depuis son ouverture en 2000, c'est la patinoire des Blue Jackets de Columbus de la Ligue nationale de hockey, qui ont été rejoints en 2004, par les Columbus Destroyers de l'Arena Football League. La salle était également le domicile des Ohio Junior Blue Jackets de la United States Hockey League de 2006 à 2008 puis des Columbus Landsharks de la National Lacrosse League entre 2001 à 2003. La Nationwide Arena a une capacité de 18 144 places pour le hockey sur glace, 17 171 pour le football américain en salle, et 19 500 pour le basket-ball puis dispose de 78 suites de luxe et 3 200 sièges de club.

## Histoire
Le Nationwide Arena fut inaugurée le 9 septembre 2000 et son coût de construction était de 150 millions $ de dollars. L'édifice fut dessiné par des architectes des firmes Heinlein + Schrock, Inc. (aujourd'hui 360 Architecture) et NBBJ.
L'architecture de cet amphithéâtre figure parmi les plus beaux de la Ligue nationale de hockey et le plus impressionnant c'est ces immenses fenêtres panoramiques aux extrémités de l'édifice. De l'intérieur, la configuration des estrades est similaire à celle du Bridgestone Arena, domicile des Predators de Nashville et du T-Mobile Arena de Las Vegas en raison d'une section qui est coupée par deux grandes tours occupées par des loges corporatives.
La zone environnante, d'ailleurs appelée Arena District, abrite une variété de bars, de clubs et de cinémas. Le complexe de divertissement est complété par le Lifestyle Communities Pavilion, et le Arena Grand Theatre qui sont adjacents à la Nationwide Arena.
En mars 2002, la jeune Brittanie Cecil (13 ans) décède à la suite de l'atterrissage d'un palet de hockey dans les tribunes durant un match des Blue Jackets de Columbus. Cela a conduit à l'installation de filets en nylon dans toutes les patinoires de la Ligue nationale de hockey, de la Ligue américaine de hockey, et de l'East Coast Hockey League afin d'attraper les palet qui volent au-dessus du verre acrylique.
Le premier événement dans la salle était un concert de Tim McGraw et Faith Hill pour le Soul to Soul Tour, le 9 et 10 septembre 2000. Le premier événement sportif était un match de hockey sur glace opposant les Blue Jackets de Columbus aux Red Wings de Détroit, le 20 septembre 2000. La Nationwide Arena est également l'une des trois installations à Columbus (avec le Greater Columbus Convention Center et le Franklin County Veterens Memorial Auditorium), qui accueille des événements dans le cadre de l'annuel Arnold Classic.

## Événements
- WWE King of the Ring, 23 juin 2002
- WWE Bad Blood, 13 juin 2004
- NCAA Men's Division I Basketball Tournament, 2004, 2007, 2012 et 2015
- UFC 68: The Uprising, 3 mars 2007
- Repêchage d'entrée dans la LNH 2007, 22-23 juin 2007
- Concert de Genesis (Turn It On Again: The Tour), 22 septembre 2007
- UFC 82: Pride of a Champion, 1er mars 2008
- UFC 96: Jackson vs. Jardine, 7 mars 2009
- 60e Match des étoiles de la Ligue nationale de hockey, 25 janvier 2015
- Money in the Bank (2015), 14 juin 2015
- Fastlane (2018), 11 mars 2018
- Concert de Olivia Rodrigo (Guts World Tour), le 22 Mars 2024

## Galerie

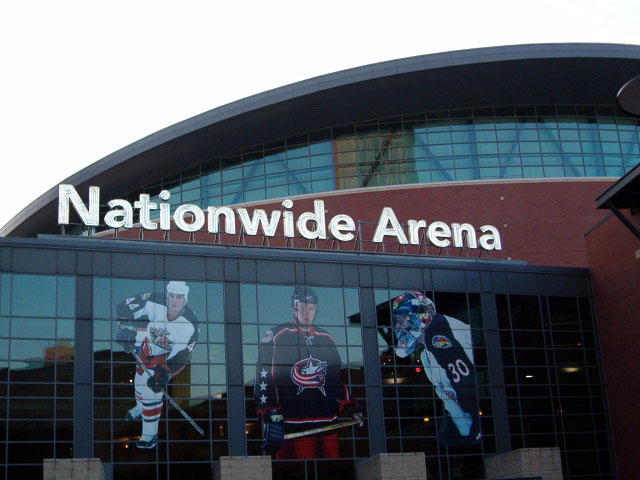
Vue extérieure
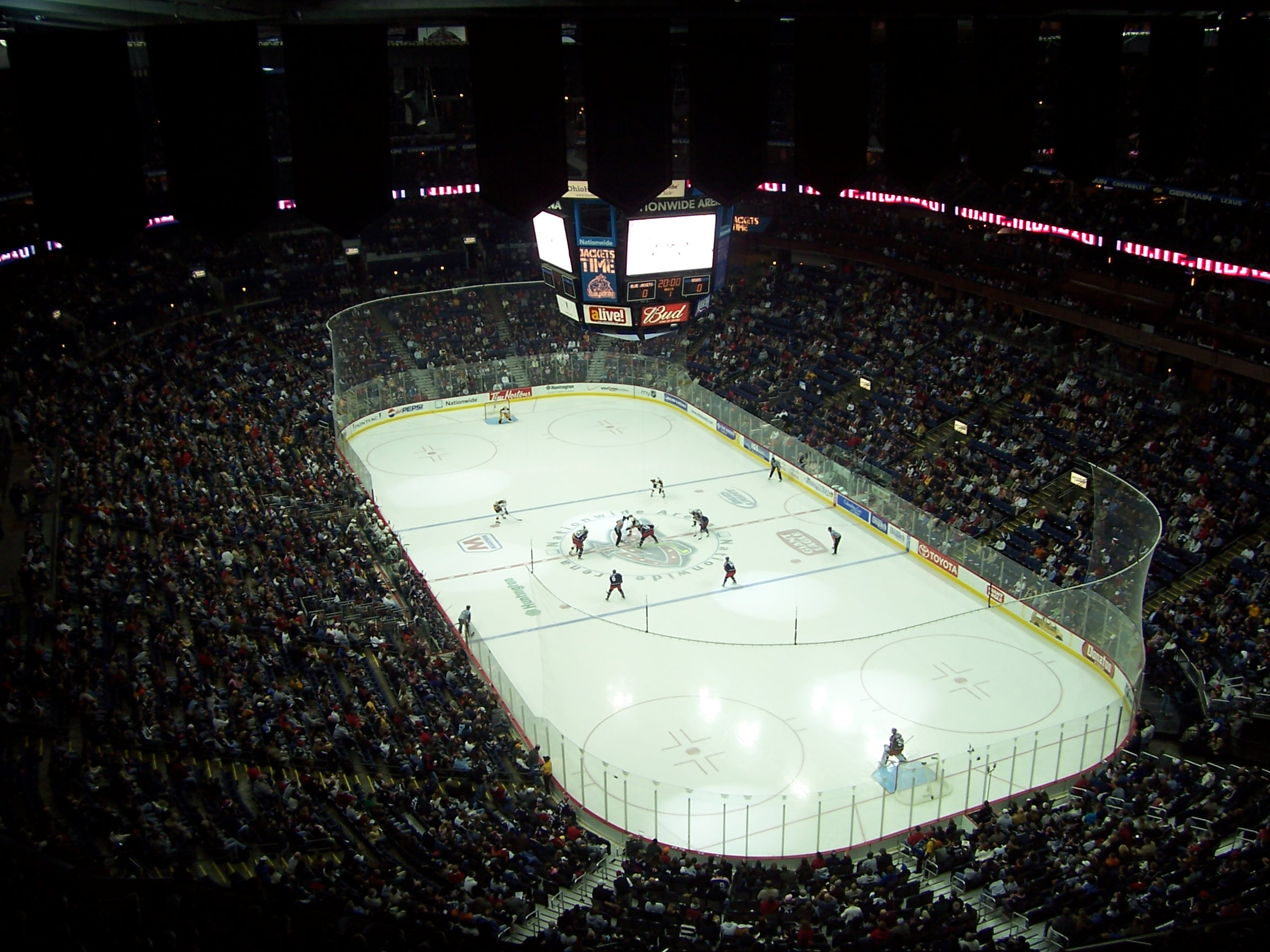
La patinoire
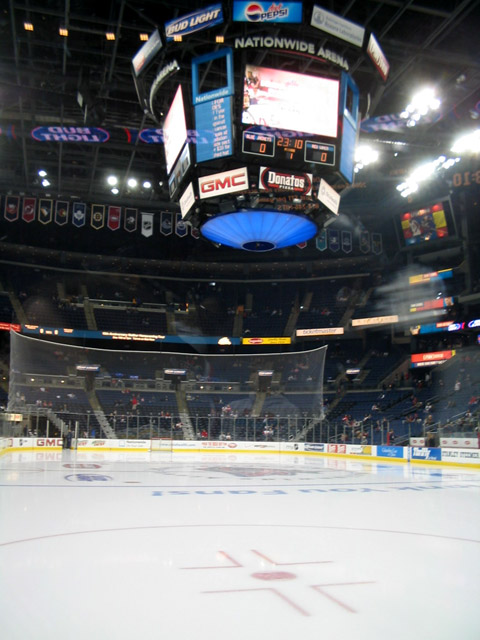
Tableau d'affichage
Autre logo